# Mațkivți, Hmelnîțkîi
Mațkivți (în ucraineană Мацьківці) este un sat în comuna Șarovecika din raionul Hmelnîțkîi, regiunea Hmelnîțkîi, Ucraina.

## Demografie
Componența lingvistică a localității Mațkivți
     Polonă (63,94%)
     Ucraineană (32,34%)
     Rusă (3,53%)
     Alte limbi (0,19%)
Conform recensământului din 2001, majoritatea populației localității Mațkivți era vorbitoare de polonă (63,94%), existând în minoritate și vorbitori de ucraineană (32,34%) și rusă (3,53%).